# Tekla Borowiak

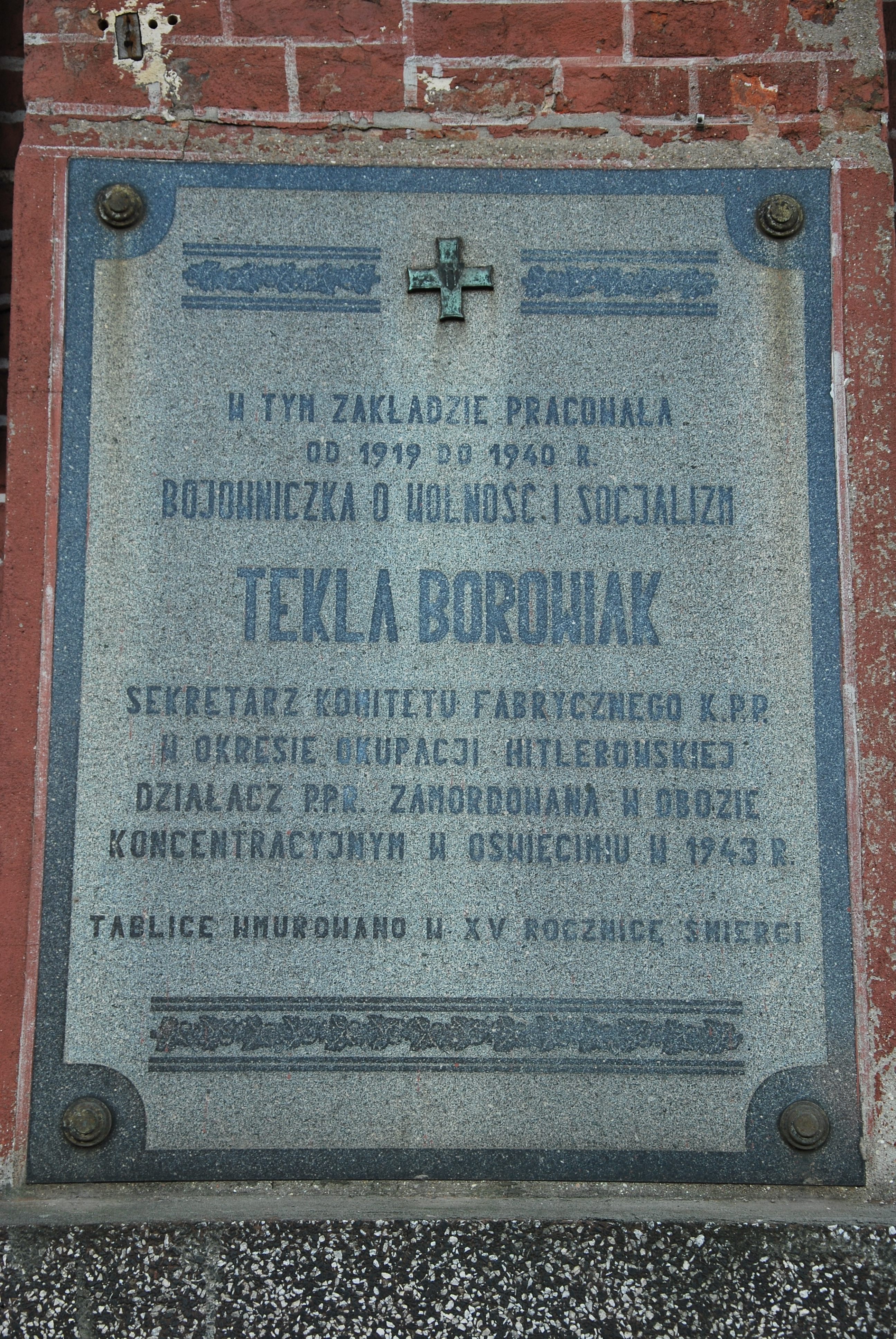
Tablica upamiętniająca Teklę Borowiak. Al. J. Piłsudskiego 135, Łódź

Tekla Borowiak, także Tekla Borowiakowa z domu Wojtczak, ps. „Ciotka” (24 września 1894 w Widzewie, zm. 22 grudnia 1943 w Auschwitz-Birkenau) – polska działaczka robotnicza, sekretarz Komitetu dzielnicowego PPR w Łodzi.

## Życiorys
Pracowała w Widzewskiej Manufakturze (WI-MA) u fabrykanta Oskara Kona. Tam działała w klasowym związku zawodowym włókniarzy, była również jego delegatką fabryczną od 1926. Miała również wyrabiać podczas pracy 300% normy. W latach 20. XX w. należała do Komunistycznej Partii Polski. W 1925 była inicjatorką powołania Michaliny Tatarkówny-Majkowskiej na delegatkę fabryczną.
W 1929 w konspiracji została przerzucona do Związku Sowieckiego, gdzie miała się spotkać z Władysławem Gomułką i Marią Koszutską. Po powrocie do Polski została aresztowana i skazana na 4 lata więzienia za działalność komunistyczną wraz ze współuczestnikami. Odsiedziała rok więzienia. Współorganizowała strajki w Wi-Mie. W 1933 została brutalnie pobita przez policję, a następnie ponownie ją aresztowano – w więzieniu spędziła kilka miesięcy. Po wybuchu II wojny światowej była współorganizatorką organizacji Frontu Walki o Naszą i Waszą Wolność. Podczas wojny wraz z członkami Frontu przeniosła się do Polskiej Partii Robotniczej, gdzie została członkinią Komitetu Okręgowego oraz sekretarzem Komitetu Dzielnicowego, który współorganizowała z Mieczysławem Moczarem.
Została aresztowana przez Niemców w sierpniu 1943, a następnie wywieziona do obozu koncentracyjnego Auschwitz-Birkenau. Została zamordowana przez Niemców 22 grudnia 1943 poprzez oblanie benzyną i podpalenie przed szeregiem więźniarek, co miało stanowić dla nich przestrogę, by nie organizowały ruchu oporu.

## Życie prywatne
Tekla Borowiak była córką Józefa Wojtczaka i Joanny z domu Klimkowskiej. W okresie 20-lecia międzywojennego wyszła za Józefa Borowiaka – telefoniarza pochodzenia polsko-niemieckiego, z którym zamieszkała przy ul. Częstochowskiej 22 w Łodzi. Mieli  córkę – Henrykę Wandę (ur. 1920). Zarówno mąż, jak i córka Tekli Borowiak przeżyli II wojnę światową.
Wnukiem Tekli Borowiak jest polsko-amerykański reżyser i scenarzysta – Andrzej Krakowski.

## Upamiętnienie
- w 1951 ul. Pińską w Łodzi przemianowano na ul. Tekli Borowiak[7]. Nazwa ta istniała do 2018. W wyniku dekomunizacji została przemianowana na ul. Johna Wayne’a[8].
- 13 grudnia 1958 odsłonięto tablicę pamiątkową, upamiętniającą Teklę Borowiak przy alei marsz. Józefa Piłsudskiego 135 w Łodzi, wg projektu Eugeniusza Rogalskiego. W wyniku dekomunizacji tablicę usunięto w 2018[9],
- 1 września 1961 utworzono Widzewskie Szkoły im. Tekli Borowiak przy Alei marsz. J. Piłsudskiego 159. Obecnie w obiektach szkół funkcjonuje XXIII Liceum Ogólnokształcące im. Ks. J. Tischnera i Szkoła Policealna nr 1 Samorządu Woj. Łódzkiego[10][11].